# (6741) Liyuan
(6741) Liyuan est un astéroïde de la ceinture principale.

## Description
(6741) Liyuan est un astéroïde de la ceinture principale. Il fut découvert le 31 mars 1994 à Kitami par Kin Endate et Kazuro Watanabe. Il présente une orbite caractérisée par un demi-grand axe de 2,30 UA, une excentricité de 0,19 et une inclinaison de 5,7° par rapport à l'écliptique.

## Compléments